# Славонија у Народноослободилачкој борби
Славонија је у току Народноослободилачке борбе, од 1941. до 1945. године, била једно од жаришта Народноослободилачке борбе у Хрватској. Априла 1941. године била је окупирана од старне Немаца и одмах потом укључена у састав усташке Независне Дражаве Хрватске. После окупације, у Славонији су отпочели масовни усташки злочини над Србима, Јеврејима и Ромима, али и према Хрватима, који су били противници њиховог режима. Устанак у Славонији, отпочео је, као и у осталим деловима Југославије, током лета 1941. године, али је тек крајем године добио масовнији карактер. Од тада па све до краја рата Славонија је била јако партизанско жариште, на којој је деловало неколико партизанских одреда и десет партизанских бригада сврстаних у две дивизије. Коначно ослобођење Славоније, завршено је почетком маја 1945. године, а извеле су га јединице Прва и Треће армије ЈА. Народи Славоније активно су учествовали у Народноослободилачком покрету, а њих 39 је проглашено за народне хероје Југославије.

## Припреме за устанак
Крајем 1940. и почетком 1941. у Славонији су била три окружна комитета КПЈ (Осијек, Славонски Брод и Нова Градишка), осам котарских и три градска комитета, са 117 организација КПЈ.
На територији Славоније, непосредно послије њемачке окупације, усташе су завеле терор, масовни прогон српског становништва и свих родољуба, а посебно чланова КПЈ. Они су већину затвореника убијали, а преостале одводили у затворе и концентрационе логоре. Тада су партијске организације изгубиле велики дио кадра.
Већ крајем априла и у мају Централни комитет Комунистичке партије Хрватске је упутио у Славонију своје чланове, међу којима и Раду Кончара, Павла Грегорића и Карла Мразовића, који су до краја јуна 1941. одржали низ састанака и конференција с партијским организацијама и комитетима, на којима су преносили директиве за прикупљање оружја и за припремање устанка. Тада су у многим мјестима Славоније формиране од комуниста и скојеваца ударне групе, које су по градовима извршиле више диверзантских акција. Око тих група окупљани су активисти, ради пружања отпора непријатељу, и образовани акциони одбори, замеци будућих Народноослободилачких одбора (НОО).

## Почетак устанка и изградња народне власти
Послије напада хитлеровске Њемачке на СССР, око већих славонских мјеста и на подручјима планинских масива Папука, Крндије и Диља формиране су од чланова КПЈ и СКОЈ-а оружане групе. До краја септембра 1941. у Славонији је формирано девет партизанских група, од којих су у октобру формирани НОП одред Матија Губец (зван и Псуњски НОПО) и Папучко-крндијски НОП одред. Одреди су палили архиве квислиншког апарата, нападали мања непријатељска упоришта и мање групе непријатељских војника, изводили диверзије на жељезничким пругама, посебно на прузи Загреб-Београд, и формирали прве Народноослободилачке одборе у ослобођеним селима на подручјима планина Крндије, Диља, Псуња и Папука. Поред тога, крајем 1941, на овим просторима почињу се формирати и одбори Народноослободилачког фронта (НОФ), Антифашистичког фронта жена (АФЖ) и омладине.
Одлуком донесеном на састанку војних и политичких представника Народноослободилачког покрета (НОП) 24. децембра 1941. у Бруснику близу Пакраца, формиран је од партизанских јединица Први славонски батаљон, који је захваљујући непрекидним борбама против усташко-домобранских јединица и свом политичком дјеловању стално растао и јачао. Од његовог људства и нових бораца формиран је 20. фебруара 1942. године Први славонски НОП одред.

## Устанак 1942. године
По наређењу Главног штаба НОПО Хрватске и Централног комитета КПХ, ради убрзања устанка у Славонији, формирана је Банијска пролетерска чета која је у Славонију стигла 25. маја. С њеним доласком, као и с доласком дијелова Пролетерског батаљона Босанске крајине 14. јуна 1942, развој оружане борбе у Славонији добио је још већи полет. Тада је на територији Славоније образован Штаб 3. оперативне зоне Хрватске, који је имао задатак да организационо повеже све јединице на том подручју. Све ове јединице су од друге половине јуна до средине августа 1942. ослободиле око 210 села на Псуњу, Папуку и Крндији, уништиле око 120 вршалица и веће количине жита с непријатељских имања и готово онемогућиле сваки саобраћај између Пакраца, Славонске Пожеге и Нашица.
Послије тих значајних успјеха и јачања партизанских јединица, одржано је 11. и 12. августа 1942. савјетовање војних и партијских руководилаца. На њему је одлучено да се појача политички и војни рад прије свега међу хрватским становништвом и разоткрије противнародни рад руководства Хрватске сељачке странке. Послије савјетовања, Први славонски НОП одред је 16. августа 1942. реорганизован у Први и Други славонски партизански одред. Први је добио задатак да дјелује на подручју Псуња и Равне горе, други на подручју Диља, Крндије и Папука. Дијелови Банијског одреда и Пролетерског батаљона Босанске крајине, Мославачки батаљон и Банијска пролетерска чета заједно с дијелом снага Треће оперативне зоне су 6. септембра заузели Гојло, 8. септембра Млинску, 18. септембра Клоштар и Питомачу, 28. септембра Грубишно Поље и с 4. на 5. октобар Шпановицу.
У тим су борбама заплијењене велике количине оружја и муниције, што је омогућило да се наоружају нови борци и да се од дијелова Првог и Другог славонског НОП одреда и банијске пролетерске чете 10. октобра формира Калнички НОП одред, а 11. октобра 1942. u селу Будићима и Прва (од 21. децембра 1942. Дванаеста) славонска бригада. Успјешним дјеловањима те бригаде и обају одреда биле су до краја 1942. слободне територије на Псуњу, Равној гори, Папуку и Крндији, проширене и међусобно повезане.

### Организовање свакодневног живота и агитација
До краја 1942. партијске организације се формирају по цијелој територији Славоније, осим у котару Жупања. Повјереништво Централног комитета КПХ за Славонију и Сријем, формирано још 1941, руководило је на територији Славоније са четири окружна комитета у Осијеку, Вировитици, Новој Градишки и Славонском Броду и осамнаест среских и градских комитета, са укупно 108 организација КПЈ. Почетком октобра формирано је Повјереништво СКОЈ-а за Славонију, које је руководило са четири окружна комитета. У том периоду дјеловала су четири окружна, 14 котарских и 315 мјесних Народноослободилачких одбора, затим четири окружна, 12 котарских и 230 сеоских одбора Антифашистичког фронта жена.
У другој половини 1942. формирају се на ослобођеној територији мјесне и партизанске страже, изграђују подземни бункери и склоништа за рањенике, храну и материјал, организују војне болнице, релејне станице и телефонско-телграфска служба, а у другој половини новембра Псуњско и Папучко-крндијско војно подручје. Овако успјешан развој Народноослободилачког покрета у Славонији поколебао је дио чланства и нижих функционера Хрватске сељачке странке, који напуштају политику чекања и сарадње са окупатором дијела водства ХСС-а, те хрватско становништво још масовније прелази на страну Народноослободилачког покрета, ступа у партизанске јединице, учествује у раду народне власти, скрива рањенике и политичке раднике у својим селима. Упорним политичким радом организација КПЈ на терену и успјешним акцијама партизанских јединица уништене су убачене четничке групе из Србије, што је било од велике важности за усађивање свијести заједништва између Хрвата и Срба у читавој Славонији.

### Одлуке за даљи развој НОП-а
По одлуци Централног комитета КПХ одржано је од 25. до 27. децембра 1942, у присуству 184 делегата и секретара Оперативног руководства ЦК КПХ Владе Поповића обласно савјетовање. На њему је закључено да се појача ослободилачка борба и на подручју Подравине, Посавине и источне Славоније, да се појача политички рад на разоткривању избјегличке владе у Лондону, Драже Михаиловића, Мачекове политике чекања, да се популаризира АВНОЈ, онемогући одашиљање становништва у Њемачку, да се енергично сузбију у зачетку појаве четништва, упорније ради на оспособљавању војних кадрова, да се организационо учврсте војно-позадинске установе, формирају комитети у касарнама и појединим посадама ради активнијег дјеловања међу домобранима, прошире скојевске организације, формира обласни Народноослободилачки одбор и остало.
Послије савјетовања расформирано је Повјереништво за Славонију и Сријем и умјесто њега формиран Обласни комитет КПХ за Хрватску, нешто касније Обласни комитет СКОЈ-а, Обласни Народноослободилачки одбор, Обласни одбор Народноослободилачког фронта и Обласни одбор Антифашистичког фронта жена.
Непосредно послије савјетовања, 30. децембра формиране су Шесанеста и Седамнаеста славонска бригада и истог дана од Дванаесте, Шеснаесте и Седамнаесте Четврта славонска дивизија, од 9. маја 1943. Дванаеста. Од дијелова првог и Другог славонског НОП одреда формирана је 11. фебруара 1943. Осамнаеста славонска бригада, која 9. марта улази у састав Четврте славонске дивизије.

## Борбе током 1943. године
Јединице Четврте славонске дивизије заузеле су 11. јануара 1943. године послије шестодневних борби Воћин, а у Четвртој непријатељској офанзиви, по наређењу Врховног штаба НОВ и ПОЈ, оријентисане су на рушење пруге Загреб-Београд. За вријеме тзв. Псуњско-папучке операције, која је трајала од 20. марта до 8. априла, њемачке, усташке и домобранске снаге јачине до две дивизије, успјеле су да уз велике губитке одбаце Четврту славонску дивизију са пруге и из Пожешке котлине. Противнападом, односно у бици код Шушњара 16. априла, славонске партизанске јединице разбиле су Славонски домобрански здруг и заробиле 583 домобрана. Овај успјех партизана код Шушњара имао је позитиван одјек диљем Славоније.
Послије битке код Шушњара, 3. маја формиран је Први чехословачки батаљон, 17. маја 21. славонска бригада и Десета дивизија (од 17. октобра Двадесет и осма), а од Десете и Дванаесте дивизије формиран је Први славонски корпус НОВЈ, од 20. јуна Други хрватски корпус, кад је расформиран Штаб Треће оперативне зоне Хрватске. Крајем јуна 1943. године, формирана су четири нова одреда, Билогорски, Даруварски, Пожешки и Диљски, а Први и Други славонски одред преименовани су у Посавски, односно Подравски (од октобра 1943. Осјечки) партизански одред. 15. августа формирани су мађарски батаљон „Шандор Петефи“ и њемачка чета „Ернст Телман“. У септембру 1943. године од новоформиране 25. бродске бригаде, Диљског, Подравског и Пожешког партизанског одреда образована је Источна, од Посавског, Даруварског и Билогорског НОП одреда Западна група НОП одреда. Почетком октобра Други хрватски корпус преименован је у Шести славонски корпус Народноослободилачке војске Југославије (НОВЈ).
Крајем маја и почетком јуна 1943. године, јединице корпуса су ликвидирале више непријатељских упоришта у централном дијелу Славоније, ослободиле цијелу Пожешку котлину, осим Славонске Пожеге, Плетернице, и разрушиле пругу Вировитица-Дарувар-Пакрац. Крајем јуна, Дванаеста дивизија се по Наређењу главног штаба Хрватске пребацила у Хрватско Загорје, Седамнаеста бригада пребачена је у Банију, а 21. бригада и славонски НОП одреди одбијали су нападе непријатељских снага у Славонији. Почетком августа када су јединице корпуса извршиле многобројне диверзије на непријатељска упоришта, међу домобранским јединицама долази до деморализовања и прелажења на страну НОВЈ-а, најприје појединаца и група, а затим и цијелих јединица. Нијемци су поново покушали убацивањем четничких јединица пореметити снагу партизана, али је партизански Противчетнички батљон до почетка октобра уништио пристигле четничке јединице.
Почетком септембра је по наређењу Главног штаба Хрватске на подручје Загребачке области пребачена Десета дивизија и она је све до краја 1943. године остала ван територије Славоније. Дванаеста славонска бригада је почетком новембра пребачена у средњу Босну, а Шеснаеста омладинска бригада „Јожа Влаховић“ пребачена је на Жумберак. У другој половини септембра 1943. године, на Првој обласној конференцији АФЖ-а, одржаној у Воћину, изабран је Обласни одбор АФЖ-а за Славонију. 27. новембра, на обласној конференцији представника НОО-а, изабран је Обласни НОО за Славонију.

## Борбе током 1944. године
Крајем 1943. године, знатно су ојачане њемачке посаде дуж жељезничких пруга, наорчито дуж пруге Београд-Загреб. Због тога су се кроз цијелу 1944. годину главна дејства у Славонији одвијала у захвату комуникација, у нападима непријатеља на ослобођену територију и у противударима Шестог корпуса НОВЈ ради проширивања слободних територија и уништења жељезничких пруга, ради смањења њихове пропусне моћи. У саставу Дванаесте дивизије 1. марта 1944. године формирана је Осјечка бригада, па је Бродска бригада прешла у 28. дивизију. Априла 1944. године, јединице Шестог корпуса су заузеле многа непријатељска упоришта у простору Вировитица, Чачинци, Дарувар, због чега су јаке њемачке и усташко-домобранске снаге предузеле противнапад од 26. априла до 10. маја, када су успјеле да заузму дио слободне територије на Псуњу, Папуку и Равној гори.
Крајем маја и од јуна до августа славонске јединице воде борбе у Подравини, источној Славонији, Даруварској и Пожешкој котлини, гдје јединицама Народноослободилачке војске прилази око 2.000 нових бораца. Тиме је омогућено да се од Осамнаесте бригаде и Омладинске бригаде „Јожа Влаховић“ 15. јула 1944. године формира 40. славонска дивизија НОВЈ, средином јула Подравски партизански одред, у другој половини августа Четврта бригада Прве дивизије Корпуса народне одбране Југославије и Вировитичка бригада у саставу 40. дивизије, док је Први диверзантски батаљон 7. септембра преформиран у одред. Ноћу од 23. на 24. јула преко Саве је пребачена у средњу Босну 21. бригада 28. дивизије за борбу против четника. По наређењу Врховног штаба НОВ и ПО Југославије средином септембра су се између Кобаша и Дубоког пребацили и остали делови 28. дивизије и дивизија кренула у Србију, ушавши у састав Дванаестог корпуса НОВЈ. Убрзо затим, 28. септембра формирана је Четврта бригада Дванаесте дивизије у Подравској Слатини.
У овом периоду у Славонији је постојала већ сасвим добро организована војнопозадинска власт: Војна власт са шест команди војних подручја и четрнаест команди места. Преостале јединице Шестог корпуса су у септембру и октобру, у садејству са јединицама Десетог корпуса, наставиле операције у Подравини и заузеле Подравску Слатину, Чађавицу, Вировитицу, Питомачу, Клоштар, Новиград Подравски и Вирје, а послије тога снаге Шестог корпуса, док су расфромирани Подравски и Осјечки партизански одред. Почетком фебруара 1945. године у Дарувару је формирана Прва загребачка бригада Прве дивизије КНОЈ-а.

### Народна власт и организације у 1944. години
Ослобођењем Пожешке и Даруварске котлине и великог дијела Подравине у другој половини 1944. године, готво цијела Славонија, у позадини Сријемског фронта, била је слободна и створени су још бољи услови за рад партијских организација, органа народне власти и других друштвено-политичких организација. Тако је у Славонији почетком 1945. године био Обласни комитет КПХ за Славонију са пет окружних комитета (Вировитица, Нова Градишка, Славонски Брод, Нашице и Осијек), 17 котарских, 72 општинска, 7 месних, 590 скојевских организација са око 4,500 чланова СКОЈ-а.
Крајем 1944. године, целокупним животом на територији Славоније руководили су органи народне власти: Обласни Народноослободилачки одбор, 5 окружних, 17 среских и 5 градских, 80 општинских и преко 700 сеоских НОО-а. На подручју Обласног НОО-а за Славонију, на слободној територији је у новембру 1944. године радило 256 основних школа са 343 наставника и 11,123 ученика, двије потпуне средње школе и седам нижих средњих школа, једна нижа пољорпивредна школа, једна учитељска и једна женска стручна школа и једна трговачка школа.

## Завршне борбе за ослобођење и крај рата
У 1945. години, све до првих дана маја, Славонија је и даље поприште жестоких борби. Нарочито су тешке борбе вођене на Вировитичком мостобрану и приликом пробоја Сријемског фронта. С пробојем Сријемског фронта 12. априла 1945. године и форсирањем Драве с 11. на 12. април, до почетка маја 1945. године ослобођена је цијела Славонија. Јединице из Славоније, у саставу Друге и Треће армије ЈА, послије коначног ослобођења Славоније кренуле су у поход према непријатељским снагама преко Мославине, Босанске крајине, Калника и Хрватског Загорја, те довршавају ослобођење земље заједно с осталим јединицама Југословенске армије.
У току тих борби је наредбом Врховног команданта ЈА, маршала Јосипа Броза Тита, од 21. априла 1945. године расформиран Штаб Шестог корпуса, а његове 12. и 40. дивизија ушле су у састав Треће армије ЈА. Истог дана расформиране су источна група НОП одреда Шестог корпуса, Диљски и Посавски партизански одред, 22. априла Пожешки одред, 23. априла Чехословачка бригада „Јан Жишка“. Људство ових јединица ушло је у састав 12. и 40. дивизије.
По завршетку рата, средином маја 1945. године, у славонским оперативним јединицама и војнопозадинским установама налазило се око 30,700 бораца и руководилаца. Из Славоније је потекло 39 народних хероја Југославије, од којих су 22 погинула у Народноослободилачком рату.

## Истакнуте личности НОП-а и народни хероји Славоније
| - Јосип Антоловић - Маријан Бадел - Игњо Батрнек Мали - Петар Бишкуп Вено | - Стјепан Бобинец Шумски - Перса Босанац - Звонко Бркић - Бошко Буха | - Роберт Домани - Чедо Грбић - Војин Ђурашиновић - Божидар Масларић | - Никола Миљановић Караула - Саво Миљановић - Јосип Ружичка - Ђуро Салај - Радојица Ненезић | - Милан Станивуковић - Стјепан Фунарић - Душан Чалић - Иван Шибл |